# Маргулес Макс
Макс Маргулес (пол. Max Margules; 23 квітня 1856, м. Броди, Королівство Галичини та Володимирії — 4 жовтня 1920, м. Перхтольдсдорф, Австрія) — австрійський математик, фізик, хімік, метеоролог єврейського походження. Він пов'язав кут нахилу поверхні розриву до площини горизонту з густиною (або температурами) та швидкостями повітряних мас при геострофічному русі, паралельному поверхні розриву та вивів це 1906 року у своєму рівнянні, яке відоме як «рівняння Маргулеса».

## Життєпис
У 1872—1876 роках він навчався у Віденському університеті. Від 1877 року працював у Центральному інституті метеорології та геодинаміки (нім. ZAMG) у Відні, який 1879 року полишив, для того щоби продовжити навчання у Берлінському університеті. 1880 року закінчив навчання, згодом захистив кандидатську дисертацію по електродинаміці. Під час докторських студій працював приватним викладачем (приватдоцентом), робота якого була неоплачуваною, але дозволила йому читати лекції для студентів вишу. Ці лекції давали йому певний дохід. Згодом адміністрація вишу запропонувала йому посаду викладача, але з однією умовою — відректися батьківської віри — юдаїзму та перейти у католицьку, але Маргулес відмовився. Так була закінчена його академічна кар'єра і він залишив Берлінський університет.
1882 року він повернувся у ZAMG, де отримав посаду секретаря університету, на якій пропрацював 24 роки. Там зосередився на вивченні електро- та гідродинаміки. У 1906 році, як і раніше відмовляючись перетворюватися та розчарований своїм недоліком академічного успіху в рамках австро-угорської академічної системи, він пішов на ранню пенсію. Також він покинув поле метеорологічних досліджень та у своєму будинку створив хімічну лабораторію, де зосередився на незалежних дослідженнях.
Перша група праць Маргулеса присвячена змінам барометричного тиску та їх добових подвійних коливань через внутрішні коливання та хвилі у вільній атмосфері Землі.
Друга група праць присвячена впливу гарячих та холодних повітряних мас на клімат. У 1890-х роках він організував мережу близько розташованих станцій на 60-кілометровому радіусі навколо Відня, оснащених термо-барографами. За рахуноки цих досліджень він показав прогрес холодних та гарячих хвиль тиску і бурі, та зумів прийти до розуміння цього явища. У 1901 році він показав, що кінетична енергія в штормах повинна бути набагато більшою, щоб бути отриманою градієнтом тиску. Його висновок пізніше замінив прийняту теорію про породження вітрів. У щорічнику Центрального інституту метеорології та геодинаміки Маргулес опублікував свою найважливішу працю з енергії штормів у 1903 році. Тут він замінив «енергію шторму» на «потенційну енергію розподілу мас на вертикальній площині», відома як рівняння Маргулеса. Це дало тривимірний розподіл енергії замість раніше прийнятого двовимірного розподілу. Він підкреслив, що вивчення повітряних мас у їх космічній експансії призвело до розуміння їх рухів та довело неможливість зрозуміти проблему лише за методами поверхневих барометрів.
У 1919 році Австрійське товариство метеорології нагородило його срібною медаллю «Вдячності Ханни». Маргулес прийняв медаль, але від грошової премії відмовився. Інфляція після першої світової війни зробила його невелику пенсію недостатньою для прожиття. Через це у нього розвинулася гостра едема, яку він відмовився лікувати, і 4 жовтня 1920 року помер від недоїдання.

## Праці
Основні праці по динамичній метеорології. Маргулес показав, що основною причиною виникнення циклону є нестійке положення мас повітря в атмосфері. У своїй праці «Температурна стратифікація у спочиваючому та рухомому повітрі» (1906) Макс Маргулес сформулював умови стійкості поверхні розділу двох повітряних мас. Роботи Макса Маргулеса спростували конвекційну теорію циклонів і зіграли важливу роль у розвитку метеорології. Також є автором класичної праці з метеорології «Про енергію циклону» (1905).